# Raisu äut
Raisu äut är ett musikalbum från 2003 med Gunnel Mauritzson Band.

## Låtlista
1. Det står ett ljus i österland (trad) – 4:41
2. Guldburen (Gunnel Mauritzson/trad) – 5:36
3. Vindens sång (trad) – 4:09
4. Du ska tacka (Gunnel Mauritzson/Karin Boye) – 4:12
5. Sjömansvisa (Gunnel Mauritzson/trad) – 4:18
6. Vi sålde våra hemman (trad) – 3:09
7. Utmarken (Roger Tallroth) – 4:16
8. Raisu äut (Gunnel Mauritzson/Gustaf Larsson) – 4:29
9. Ljäus av ljäus ou morgonstjärna (trad) – 4:36
10. Tusen själars vals (Gunnel Mauritzson) – 4:50
11. Eklundapolskan (Viksta-Lasse) – 2:32
12. Var är min väg? (Gunnel Mauritzson/Ylva Eggehorn) – 3:07
13. Jag vet en dejlig rosa (trad) – 5:29
14. Var hälsad sköna morgonstund (trad/Johan Olof Wallin) – 1:41
15. Ossians polska (Ole Torvalds/Gunnel Mauritzson) – 3:41

## Medverkande
- Gunnel Mauritzson – sång
- Hans Kennemark – fiol, altfiol
- Roger Tallroth – gitarrer, bouzouki
- Rickard Åström – piano, keyboard

Gästmusikanter
- Jonas Knutsson – saxofoner
- Kjell Nordeson – slagverk